# Vișeu de Sus
Vișeu de Sus (in ungherese Felsővisó, in tedesco Oberwischau) è una città della Romania di 16 698 abitanti, ubicata nel distretto di Maramureș, nella regione storica della Transilvania. 
Fa parte dell'area amministrativa anche la località di Vișeu de Mijloc.
L'economia di questa cittadina collegata comunque a quella di Borsa, nasce con lo sviluppo forestale dell'intero circondario: montagnoso ma ricco di faggeti e di pinete trasformate in abeti oltre una certa altezza: questa innegabile ricchezza boschiva ha consentito lo sviluppo di una industria di prima trasformazione abbastanza importante in presenza anche di industrie specializzatesi nella produzione di semilavorati (pannelli massicci) destinati alla fabbricazione di porte e di semilavorati per cucine.
Le principali risorse del circondario fino a qualche decennio fa erano offerte dalla presenza di numerose miniere sfruttate per l'estrazione di ferro, piombo, uranio e carbone ma a causa delle antiquate tecnologie adottate i costi di produzione generavano oramai bilanci passivi; inoltre si diffondevano sempre più gravi malattie alle vie respiratorie: dopo la rivoluzione, una dopo l'altra sono state chiuse e nessuna organizzazione privata ha pensato di riorganizzare le estrazioni bloccate partendo da nuove basi tecnologiche sia per quanto riguarda l'estrazione sia per quanto riguarda una eventuale prima trasformazione locale: cosa mai fatta precedentemente anche per la mancanza di sufficienti risorse energetiche.
Le attuali autorità locali stanno ora cercando di rilanciare l'economia del loro circondario con la creazione di possibili numerosi posti di lavoro legati alla produzione energetica di Bio Etanolo producibile per via enzimatica con la trasformazione degli scarti forestali e delle biomasse prodotti con gli scarti dalle lavorazioni del legname (oltre 50 000 metri cubi annui) e con la lavorazione dei prodotti organici derivanti dalla raccolta dei detriti urbani delle due cittadine (circa 30 000 tonnellate annue): Le stesse autorità stanno cercando di aderire ad un programma di produzione di energia elettrica legata alla dissociazione molecolare degli scarti delle prime lavorazioni con enormi vantaggi energetici e sanitari per tutta la regione: tutte le lavorazioni infatti sono previste in assenza totale di ossigeno e quindi senza emissione di fumi, di polveri, di nano polveri e di diossine, quindi ad impatto zero.

## Trasporti e vie di comunicazione

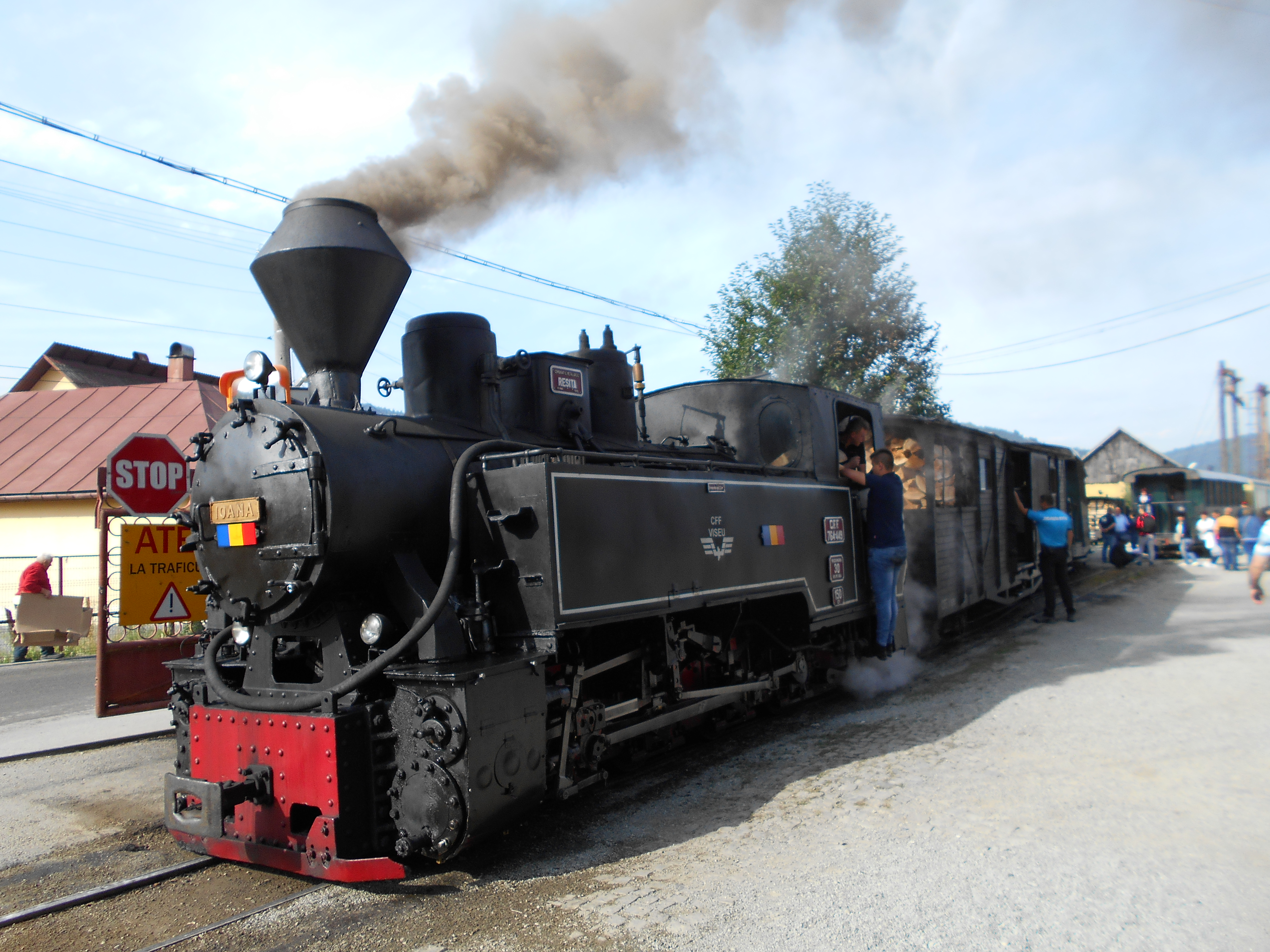
treno a vapore e scartamento ridotto Mocănița

La cittadina di Vișeu dispone di una stazione ferroviaria che la pone a settanta chilometri da Sighetu Marmației ed a 80 km da Năsăud percorribili su un solo binario e soprattutto mancanti di una adeguata massicciata: i tempi di percorrenza superano le quattro ore e numerose sono state le richieste di interventi per poter sanare questo disagio. Le strade invece permettono a Vișeu e Borsa un discreto collegamento con Cluj, con Sighetu Marmației e con Vatra Dornei e via Sighetu con Baia Mare.
Oggi la ferrovia forestale a scartamento ridotto del distretto di Maramureș, che va da Viseu de Sus, attraverso Valea Vaserului, fino ai Carpazi, al villaggio di Comanu, nei pressi della frontiera con l'Ucraina, detta Mocănița, è una importante attrazione turistica grazie alle vecchie locomotive a vapore ancora funzionanti.